# 粗鼩鼱
粗鼩鼱,又名天山鼩鼱（学名：Sorex asper），为鼩鼱科鼩鼱属的动物。在中国大陆，分布于新疆（天山）等地。该物种的模式产地在新疆天山。